# Jan Mair
Jan Mair (Bolzano, 15 febbraio 1986) è un ex hockeista su ghiaccio italiano, di ruolo difensore.

## Carriera

### Club
Mair è cresciuto nelle giovanili della seconda squadra della sua città natale, l'EV Bozen 84 (per una stagione ha giocato anche in Finlandia, con le giovanili del Poirin Ässät); passò poi all'HC Bolzano, facendo il proprio esordio in massima serie nella stagione 2004-05. In quella stagione e nelle successive due si è diviso tra il Bolzano e il suo farm team in serie A2 (l'HC Settequerce, per le prime due stagioni, l'HC Future Bolzano per il 2006-07).
Nel 2007-08 si è trasferito all'HCJ Milano Vipers, dove si è ritagliato un ruolo da titolare (45 presenze). Dopo lo scioglimento dei Vipers, ha firmato con la squadra nata dalle loro ceneri, l'Hockey Milano Rossoblu con cui è ripartito dalla serie A2. Rimase in serie A2 anche nella successiva stagione, ma al Merano, con cui ha chiuso la carriera nel 2018.

### Nazionale
Con la maglia della Nazionale italiana ha disputato due campionati del mondo U-18 (2003 e 2004) e due U-20 (2004 e 2006).

## Vita privata
Suo zio è l'allenatore ed ex giocatore Stefan Mair.

## Palmarès

### Club
- Coppa Italia: 1

Bolzano: 2006-2007
- Serie B: 1

Merano: 2015-2016